# Elezioni parlamentari in Austria del 2019
Le elezioni parlamentari in Austria del 2019 si tennero il 29 settembre per il rinnovo del Nationalrat, il Consiglio nazionale.
Furono convocate in anticipo rispetto alla scadenza naturale della precedente legislatura (fissata per il 2022) dopo che il governo di Sebastian Kurz era stato sfiduciato dal Consiglio nazionale: per la prima volta dal secondo dopoguerra, infatti, era stata ritirata la fiducia parlamentare precedentemente accordata ad un cancelliere.
In seguito all'esito elettorale, Kurz è tornato Cancelliere, formando così il suo secondo governo.

## Sondaggi
|                  |            |      |      |      |      |       |       |       |
| Fonte            | Data       | ÖVP  | SPÖ  | FPÖ  | NEOS | JETZT | GRÜNE | Altri |
| Research Affairs | 4/07/2019  | 37   | 22   | 18   | 8    | 2     | 11    | 2     |
| Hajek            | 28/06/2019 | 38   | 20   | 20   | 9    | 1     | 11    | 1     |
| Research Affairs | 21/06/2019 | 38   | 23   | 17   | 8    | 2     | 10    | 2     |
| SORA Integral    | 10/06/2019 | 38   | 21   | 18   | 8    | 1     | 12    | 2     |
| Market           | 6/06/2019  | 38   | 22   | 19   | 9    | 1     | 10    | 2     |
| Unique Research  | 5/06/2019  | 37   | 20   | 21   | 10   | 1     | 10    | 1     |
| Research Affairs | 4/06/2019  | 38   | 23   | 17   | 9    | 1     | 9     | 3     |
| Research Affairs | 31/05/2019 | 38   | 23   | 17   | 10   | 1     | 8     | 3     |
| Unique Research  | 31/05/2019 | 38   | 21   | 19   | 10   | 1     | 10    | 1     |
| OGM              | 29/05/2019 | 36   | 22   | 21   | 8    | 1,5   | 10    | 1,5   |
| Demox Research   | 29/05/2019 | 37,5 | 22,5 | 18,5 | 10,5 | -     | 8,5   | 2     |
| Research Affairs | 20/05/2019 | 38   | 26   | 18   | 9    | 2     | 5     | 2     |
| Research Affairs | 15/05/2019 | 34   | 25   | 23   | 8    | 2     | 5     | 3     |
| Demox Research   | 2/05/2019  | 34   | 27   | 22   | 8    | 2     | 6     | 1     |
| Research Affairs | 1/05/2019  | 34   | 25   | 22   | 9    | 2     | 5     | 3     |

## Risultati
| Liste                                | Voti      | %     | Seggi |
| ------------------------------------ | --------- | ----- | ----- |
| Partito Popolare Austriaco           | 1 789 417 | 37,46 | 71    |
| Partito Socialdemocratico d'Austria  | 1 011 868 | 21,18 | 40    |
| Partito della Libertà Austriaco      | 772 666   | 16,17 | 31    |
| I Verdi                              | 664 055   | 13,90 | 26    |
| NEOS                                 | 387 124   | 8,10  | 15    |
| Jetzt                                | 89 169    | 1,87  | –     |
| Partito Comunista d'Austria          | 32 736    | 0,69  | –     |
| Der Wandel                           | 22 168    | 0,46  | –     |
| Partito della Birra Austriaco        | 4 946     | 0,10  | –     |
| Meine Stimme Gilt!                   | 1 767     | 0,04  | –     |
| BZÖ Carinzia - Alleanza dei Patrioti | 760       | 0,02  | –     |
| Partito Socialista di Sinistra       | 310       | 0,01  | –     |
| Partito Cristiano d'Austria          | 260       | 0,01  | –     |
| Totale                               | 4 777 246 | 100   | 183   |

| Riepilogo dei voti (+/- elezioni 2017)  | Riepilogo dei voti (+/- elezioni 2017) | Riepilogo dei voti (+/- elezioni 2017) | Riepilogo dei voti (+/- elezioni 2017) | Riepilogo dei voti (+/- elezioni 2017) | Riepilogo dei voti (+/- elezioni 2017) | Riepilogo dei voti (+/- elezioni 2017) |
| --------------------------------------- | -------------------------------------- | -------------------------------------- | -------------------------------------- | -------------------------------------- | -------------------------------------- | -------------------------------------- |
| Partito Popolare Austriaco              | Partito Popolare Austriaco             | Partito Popolare Austriaco             |                                        |                                        | 37,46%                                 | ▲ 6,07                                 |
| Partito Socialdemocratico d'Austria     | Partito Socialdemocratico d'Austria    | Partito Socialdemocratico d'Austria    |                                        |                                        | 21,28%                                 | ▼ 5,68                                 |
| Partito della Libertà Austriaco         | Partito della Libertà Austriaco        | Partito della Libertà Austriaco        |                                        |                                        | 16,17%                                 | ▼ 9,80                                 |
| I Verdi                                 | I Verdi                                | I Verdi                                |                                        |                                        | 13,90%                                 | ▲ 10,10                                |
| NEOS                                    | NEOS                                   | NEOS                                   |                                        |                                        | 8,10%                                  | ▲ 2,80                                 |
| Jetzt - Lista Pilz                      | Jetzt - Lista Pilz                     | Jetzt - Lista Pilz                     |                                        |                                        | 1,87%                                  | ▼ 2,54                                 |
| Altri <1,00%                            | Altri <1,00%                           | Altri <1,00%                           |                                        |                                        | 1,32%                                  | ▼ 0,88                                 |
| Riepilogo dei seggi (+/- elezioni 2017) |                                        |                                        |                                        |                                        |                                        |                                        |
|                                         |                                        |                                        |                                        |                                        |                                        |                                        |
| SPÖ                                     | 40                                     | ▼ 12                                   |                                        | Die Grünen                             | 26                                     | ▲ 26                                   |
| NEOS                                    | 15                                     | ▲ 5                                    |                                        | ÖVP                                    | 71                                     | ▲ 9                                    |
| FPÖ                                     | 31                                     | ▼ 20                                   |                                        | Jetzt                                  | 0                                      | ▼ 8                                    |